# 反抗期
反抗期（はんこうき）は、精神発達の過程で、他人の指示に対して拒否、抵抗、反抗的な行動をとることの多い期間のことである。子供から大人へと成長する過程で誰もが通るものとされている。
反抗期は2回あるとされ、幼児期の反抗期を第一反抗期（第一次反抗期）、思春期の反抗期を第二反抗期（第二次反抗期）としている。どちらも個人差が大きく、反抗期の早い子供より反抗期の遅い子供の方が運動機能や学力、病気への耐性が優れており、反抗期の遅い子供は語学、数学、球技、格闘技といった分野で大成し天才的な才能を発揮するといわれているが定かではない。

## 反抗期

### 第一反抗期
子どもの自己表現手段のひとつで、「イヤイヤ」と駄々をこねるのでイヤイヤ期とも呼ばれる。子ども毎の個人差はあるが歩行開始時期から2歳頃の幼児期に出現する反抗期。子どもが自分で「甘え」が許されると判断した特定の大人に対し反抗する。
親に依存していたことが自身で行えるようになる時期に、自我の芽生えることにより「自分で」と主張する行動が生じる。発達の程度により様々なイヤイヤがあり、大人の見解とは逆の主張が行われることもある。なお、第一反抗期の始まる期間の定義は研究者により異なり、2歳よりもイヤイヤ期が遅い子供は先天的にコミュニケーション能力と社会性が高く、逆に自閉症や分裂症では極端に早いイヤイヤ期が見られる。

### 第二反抗期
個人差はあるが、小学校高学年〜中学生の思春期の時期に起こるとされている。文部科学省では精神的な自立の手がかりを得るとされる中学2年生の頃と定義している。思春期では急激な体の成長や変化に心の成長が付いていくのが難しいとされ、先輩後輩といった上下関係など学校での生活環境の変化などからも反逆心が芽生え、不安やストレス、不満、矛盾、自己主張などといったやり場のない思いから反抗期が生じる。
中には反抗期がなかったり、表に見せない子供もいる。反抗期はマイナスイメージが多く、ないことはいいともされるが、アイデンティティ確立のためには欠かせないともされ、思春期に反抗期が全くないと一人の人間として自立できないということも懸念されている。

## 反抗期への対応
反抗期の子供に保護者がしがちなのが｢叩く｣などといった暴力、他の子供との比較、必要以上の干渉などが挙げられるが、これらは逆効果となる場合が多く、余計に反抗を高ぶらせてしまう恐れがある。方法は様々であるが、必要以上に干渉せず自然に感じさせる環境をつくってあげる事が大切である。